# Avenidas
Albums de Rui Veloso
Lado Lunar
(1995) A Espuma das Canções
(2005)
Avenidas est un album de Rui Veloso sorti en 1998.
L'album est nommé d'après la dixième chanson.

## Liste de chansons
| No  | Titre                                          | Durée |
| --- | ---------------------------------------------- | ----- |
| 1.  | O meu guru (Moi guru)                          |       |
| 2.  | Todo o tempo do mundo (Tout le temps du monde) |       |
| 3.  | Jura                                           |       |
| 4.  | Inimiga de Classe                              |       |
| 5.  | Ninguém escreve á Alice                        |       |
| 6.  | A regras da sensatez                           |       |
| 7.  | Golden Days (Jours d'ors)                      |       |
| 8.  | Limpa Corações                                 |       |
| 9.  | Presépio de Lata                               |       |
| 10. | Avenidas (Avenues)                             |       |
| 11. | Moby Dick                                      |       |
| 12. | Corações Preféricos                            |       |
| 13. | Fado Pessoano                                  |       |